# Frances Stewart
Frances Teresa Stewart (8 juillet 1647 – 15 octobre 1702), duchesse de Richmond et Lennox, est une personnalité importante de la cour royale anglaise pendant la Restauration. Elle est connue pour avoir refusé de devenir la maîtresse de Charles II. Sa grande beauté la fait nommer « La Belle Stuart », et elle servit de modèle pour personnifier Britannia.

## Biographie
Frances est la fille de Walter Stewart, ou Stuart, un médecin à la cour de la reine Henriette, lointain parent de la famille royale. Elle naît le 8 juillet 1647 à Paris, ses parents y étant en exil. En 1663, après la Restauration, elle est envoyée en Angleterre par la reine Henriette, veuve de Charles Ier, afin qu'elle soit demoiselle d'honneur au mariage de Charles II, et par conséquent, dame de compagnie de la nouvelle mariée, Catherine de Bragance.
Le diariste Samuel Pepys écrit qu'elle est la plus belle femme qu'il ait jamais vue. Elle a de nombreux soupirants, dont le duc de Buckingham et Francis Digby, fils de George Digby, 2e comte de Bristol, dont son amour non partagé pour elle est célébrée par Dryden. Pour ses contemporains, sa beauté semble n'être égalée que par sa stupide puérilité ; mais ses lettres à son mari, conservées au British Museum, ne sont pas dépourvues de bon sens et de sentiment.
Étant membre de la cour royale, elle attire l'attention de Charles II, qui tombe amoureux d'elle. L'engouement du roi est si grand, que lorsque l'état de la reine est jugé désespéré en 1663, on raconte qu'il tente de se marier avec Stewart. Quatre ans plus tard, la reine s'étant rétablie, il considère la possibilité de divorcer, désirant faire de Stewart sa femme, puisqu'elle a refusé de devenir sa maîtresse.
Officiellement, elle n'a pas d'enfant, mais un épisode de la télévision hollandaise, Hidden Past (« Passé caché »), montre qu'il y a de fortes présomptions qu'elle ait eu un enfant illégitime avec Charles. L'existence de cette fille, Rebecca Stewart, est apparemment cachée, car la vertu et la beauté de Frances sont les principales raisons de son attrait.
Elle finit par se marier en mars 1667 avec Charles Stewart, 3e duc de Richmond, un Stuart lui aussi. Il est possible qu'elle ait eu à s'enfuir pour se marier, car elle a été surprise avec son futur mari par une rivale dans l'affection du roi, Barbara Palmer.
Cependant, une fois devenue duchesse de Richmond, elle revient rapidement à la cour, où elle demeure de nombreuses années. Bien qu'elle soit défigurée par la variole en 1669, elle reste dans les faveurs du roi. Il est au moins certain que le roi continue à nommer le duc à des postes d'ambassadeur en Écosse, puis au Danemark, où il meurt en 1672.
La duchesse est présente à la naissance de Jacques François Stuart, fils de Jacques II, en 1688, puisqu'elle est l'une des signataires du certificat devant le conseil. Elle meurt en 1702, laissant des biens de grande valeur à son neveu Alexander Stuart, lord Blantyre, dont le manoir de Lethington est rebaptisé Lennoxlove à sa mémoire.

## Britannia
Après la guerre contre les Hollandais, Charles fait graver une médaille commémorative, sur laquelle le visage de Frances Stewart est utilisé pour personnifier Britannia. Par la suite, cela devient un usage pour les médailles, les pièces et les statues. Elle continue d'apparaître sur les pièces en cuivre du Royaume-Uni jusqu'à la décimalisation de la monnaie en 1971.

## Dans la fiction
- The Lady on the Coin, par Margaret Campbell Barnes & Hebe Elsna, pub. 1963.
- The Sceptre and the Rose Doris Leslie (1967)
- Forever Amber Kathleen Winsor (1944)